# Liu Wenhui

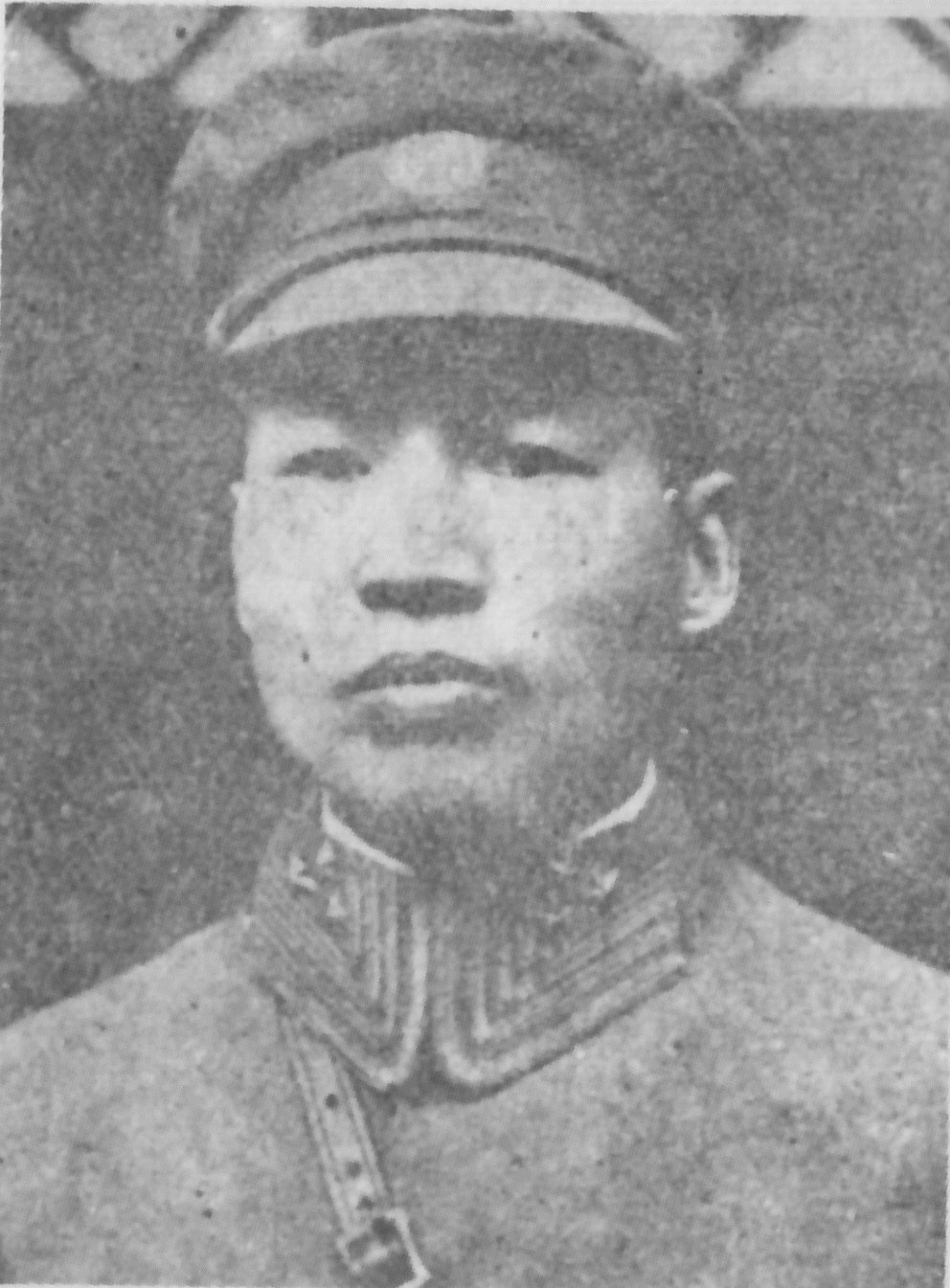
Liu Wenhui

Liu Wenhui (* 1895; † 1976) war einer der chinesischen Warlords, die in der Republik-Zeit (Herrschaft der Nationalpartei, chin. Guomindang) als Gouverneure mehr oder weniger selbständig und mit eigener Hausmacht über Provinzen oder Teilgebiete Chinas herrschten.

## Wirken
Liu Wenhui herrschte über Sichuan, die Provinz, die sich östlich an Tibet anschließt, und geriet auch mit tibetischen Machthabern in Kham in Konflikt, aber auch mit dem Muslim-chinesischen Hui-Gouverneur Ma Bufang in Amdo/Qinghai. Nach der Selbständigkeitserklärung der Lhasa-Regierung durch den 13. Dalai Lama versuchte dieser, seinen Machtbereich weiter in den Osten von Kham auszudehnen. Dem trat u. a. Liu Wenhui teilweise erfolgreich entgegen. Es gelang ihm jedoch nie, die ab Ende der 1920er Jahre eingerichtete Sonderverwaltungszone und dann für eine Weile eigenständige chinesische Kham-Provinz Xikang vollständig zu kontrollieren. Spätestens seit 1932 wurde der Jangtsekiang, der Xikang/Kham in der Mitte von Nord nach Süd durchfließt, zur Grenze zwischen dem Tibet des Dalai Lamas und des damaligen Einflussbereiches von Liu Wenhui. Dieser hatte sich auch intern mit Khampa-Autonomiebestrebungen auseinanderzusetzen, so 1932 in Bathang.
| Personendaten    | Personendaten        |
| ---------------- | -------------------- |
| NAME             | Liu Wenhui           |
| ALTERNATIVNAMEN  | Liu Wen-hui          |
| KURZBESCHREIBUNG | chinesischer Warlord |
| GEBURTSDATUM     | 1895                 |
| STERBEDATUM      | 1976                 |